# Ponera
Ponera – rodzaj roślin z rodziny storczykowatych (Orchidaceae). Obejmuje 2 gatunki występujące w Ameryce Środkowej w Salwadorze, Gwatemali, Meksyku.

## Systematyka
Rodzaj sklasyfikowany do podplemienia Ponerinae w plemieniu Epidendreae, podrodzina epidendronowe (Epidendroideae), rodzina storczykowate (Orchidaceae), rząd szparagowce (Asparagales) w obrębie roślin jednoliściennych.
Wykaz gatunków
- Ponera exilis Dressler
- Ponera juncifolia Lindl.